# Le meraviglie del Duemila

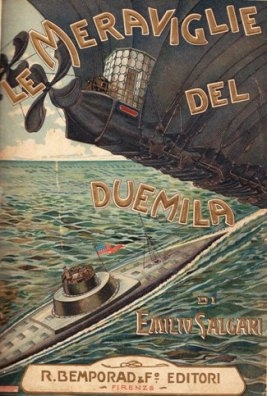
Cover der Erstausgabe von 1907

Le meraviglie del Duemila (Die Wunder des Zweitausends) ist ein Science-Fiction-Roman des italienischen Autors  Emilio Salgari, in dem zwei Freunde aus dem Jahr 1903 mithilfe des Safts einer Pflanze in einem todesähnlichen Koma 100 Jahre in einer Gruft verbringen, um im Jahr 2003 wieder erweckt zu werden. Im Jahr 2003 wird ihnen dann von einem Nachfahren einer der Protagonisten die Welt der Zukunft gezeigt.
Salgari veröffentlichte den Roman zuerst im Jahr 1907 unter dem Pseudonym Guido Altieri.

## Inhalt
Auf der US-amerikanischen Insel Nantucket des Jahres 1903 besucht der junge, an Langeweile und Melancholie leidende und immens reiche Brandok seinen älteren Freund, den Arzt Toby. Toby fragt seinen Freund, der ihm von Selbstmordgedanken berichtet, ob es ihn interessieren würde, mit ihm die Welt in 100 Jahren zu erkunden, und eröffnet ihm, dass er diese Zeitspanne im totenähnlichen Schlaf unter Einfluss einer praktisch unbekannten Pflanzentinktur zu durchschlafen gedenkt. Brandok schließt sich Toby an, der bereits alles vorbereitet hat. In einer vorbereiteten Höhle verbringen die beiden die 100 Jahre, nach denen sie, gemäß den Anweisungen Tobys an einen Nachfahren und einen Anwalt, wieder erweckt werden.
Das Unterfangen gelingt; Tobys Nachfahre Holker erweckt die beiden Freunde im Jahr 2003. Dort erwartet sie eine Welt der Wunder, die Brandok von seiner lähmenden Langeweile heilt; zum Transport dienen Luftschiffe mit Flügeln, unterirdische Tunnelzüge und an U-Boote erinnernde Boote. Die Energie für diese Anwendungen stammt aus riesigen, Elektrizität erzeugenden Anlagen, beispielsweise bei den Niagarafällen oder von schwimmenden Einrichtungen entlang des Golfstroms. Den beiden Menschen aus der Vergangenheit fällt bald auf, dass die Bürger der Zukunft sich schneller bewegen; sie huschen wie elektrifiziert durch die Städte. Brandok und Toby fühlen bald eine Art Schwindel, ein körperliches Unwohlsein, da sie nicht an die von der Elektrizität aufgeladene Umwelt des Jahres 2003 gewöhnt sind.
In der Zukunft ernähren die Menschen sich fast ausschließlich vegetarisch – nicht aus Überzeugung oder Idealismus, sondern weil die Fleischerzeugung es unmöglich machen würde, die inzwischen ins Ungeheure angewachsene Zahl an Menschen zu ernähren. Man lebt in gigantischen Städten, da jeder nutzbare Quadratmeter für die Landwirtschaft benötigt wird. Landtiere existieren kaum mehr; nur auf den inzwischen von einem Vulkanausbruch verwüsteten Kanarischen Inseln wurden Tiere ausgesetzt, um deren völlige Ausrottung zu verhindern.
Holker zeigt Brandok und Toby die Stadt am Nordpol, das Exil der Anarchisten und politischen Wirrköpfe der Welt, zumeist Russen und Deutsche, die dort unter schweren Bedingungen existieren dürfen, in Freiheit aber als Gefahr für die Ruhe der zivilisierten Menschheit gälten. Die schwere Existenz im ewigen Eis soll aber ihre revolutionären Tendenzen kühlen. Dabei treffen sie auch auf einige Vertreter der vom Aussterben bedrohten, noch immer in Iglus traditionell lebenden Eskimos, die als nicht mit der modernen Welt kompatibel gelten.
Auf dem Weg nach Europa in einem Flugschiff werden die Reisenden durch einen Sturm gezwungen, in einer der Verbrechern vorbehaltenen unterseeischen Städte Zuflucht zu suchen. Verbrecher dürfen dort, ohne weitere Aufsicht, von der Fischerei leben; jegliche Rebellion wird aber, zur Ruhe der Zivilisation, mit der Zerstörung der gesamten Stadt bestraft.
Doch das Flugschiff führte Alkohol mit sich, der in den unterseeischen Städten streng verboten ist. Während die Reisegruppe mit dem Kapitän und einem Stadtbeamten zu Abend essen, rauben die Sträflinge den Alkohol und beginnen mit der Mannschaft des Flugschiffs eine wilde Sauforgie. Die Protagonisten können an die aus der Meeresoberfläche ragende Kuppel der Stadt fliehen, doch das Flugschiff ist verschwunden; weiterhin tobt der Sturm. Inzwischen beginnen die alkoholerhitzten Bewohner der unterirdischen Stadt sich gegenseitig zu bekämpfen; es kommt zu zahlreichen Toten. Die unterirdische Stadt wird von dem Jahrhundertsturm aus ihren Verankerungen gerissen und verwandelt sich nun in eine Art riesige Boye oder schwimmende Stadt, die zu den kanarischen Inseln getrieben wird. Dort können die Reisenden sich, kurz bevor die Stadt zerschellt und untergeht, von der Kuppel an Land retten, müssen sich nun aber gegen wilde Tiere verteidigen, die Menschenfleisch wittern. In letzter Sekunde erscheint ein Flugschiff am Himmel und rettet die Schiffbrüchigen.
Doch nun erleiden Brandok und Toby an Bord des stark elektrifizierten Flugschiffes einen Zusammenbruch. Man bringt sie nach Paris und danach in ein Hospital, wo sie schließlich für unheilbar verrückt erklärt werden.

## Vorhersagen & Irrtümer
Im Roman werden Nachrichtenmeldungen direkt ins Haus und auch eine Art Fernseher beschrieben; zudem wird die der Menschheit gegebene Fähigkeit zur gegenseitigen Totalauslöschung als auslösendes Element für den Weltfrieden beschrieben. Zudem wird die Neugründung des Landes Polen durch Eingliederung russischer und deutscher Landstriche mit gemischter Bevölkerung beschrieben.
Die Annahme, dass die Eskimos nicht in der modernen Welt ankommen werden, hat sich dagegen nicht bestätigt; hier berichtet Holker „es handelt sich um Wesen, die zur Zivilisation nicht fähig sind, weswegen sie dem Untergang geweiht sind“. Einen ähnlichen Ethno-Kulturrassismus zeigt Salgari bei der Beschreibung der Besatzung des Flugschiffes, die mit den Sträflingen der unterseeischen Stadt den geladenen Alkohol austrinkt: „Es sind alles Iren, diese Menschen können dem Alkohol nicht widerstehen.“
Der Roman endet mit der Warnung, dass die Wissenschaftler bei der Elektrifizierung der Welt Vorsicht walten lassen sollten – damit die Menschheit nicht das Schicksal von Brandok und Toby teilt und durch die elektrisch aufgeladene Welt in den Wahnsinn getrieben wird.